# 언문지
언문지(諺文志)는 조선 순조 24년(1824) 유희가 지은 국어 문자·음성 연구서이다. 내용은 우리 소리를 초성·중성·종성·전자(全字)의 넷으로 나눠 소리 및 자모에 대하여 해설한 것으로 그는 이 책에서 ① 정음 기원이 몽고 문자에서 유래함 ② ㅇ과 ㅇ의 혼용됨은 잘못임 ③ 사성정은 한문에는 필요하나 정음에는 필요 없음 ④ 된소리는 갈바쓰는 것이 옳다는 것 등을 주장했다.

## 배경
이 책은 조선조 후기의 국어 연구에서 뛰어난 저작으로 평가되어 일찍이 20세기 초반부터 여러 국어학자들에게 비상한 주목을 받아 왔다. 제목인 ≪언문지≫는 오늘날 국제 음성표기 기호(IPA)로서의 ‘한글 연구’ 정도로 새길 수 있다. 언문(諺文)은 한글을 낮추어 부르는 말이며, 때로 아녀자들이 쓰는 글이라고 하여 ‘암클’로도 불렸다. 
유희의 ≪언문지≫는 이전의 연구자들이 갖고 있지 않던 시각을 지니고서 음운을 새롭게 해석하고 연구했다는 점에서 높은 가치를 부여받는다. 이는 세계가 하나의 중심이 있다는 중세 관점에서 벗어나서, 각 나라마다 자국 중심의 시각을 지니려는 근대 관점의 태동과 일치하기 때문이다. 한편 그의 시각이 더욱 확대되어 우리말의 전반에 대한 본격적인 연구를 시작해 보지 못했다는 점은, 비단 그뿐만 아니라 당시 지성인들의 일반적인 한계라고 지적할 수 있다.
즉, 우리말에 대한 관심과 연구가 거의 드물던 시대에 우리말에 대한 관심을 표명하고 더욱이 한글의 우수성을 논증하려고 한 시도를 크게 살 수 있지만, 다른 한편으로 현실에서 쓰던 우리말을 대상으로 완벽한 우리말 연구가 될 수 없었던 한계가 단점으로 지적될 수 있다.